# Palazzo del Provveditore
Il Palazzo del Provveditore, comunemente noto come Palazzo Veneziano, era un palazzo reale di Famagosta, originariamente costruito dai Re Lusignano di Cipro. Fu successivamente modificato e utilizzato come residenza ufficiale del governatore durante il dominio veneziano. Le parti centrali del palazzo sono state completamente distrutte, di cui sono rimaste solo la grandiosa facciata e le pareti del cortile posteriore.

## Storia
I re di Lusignano si servivano di Famagosta come seconda residenza, oltre a Nicosia. L'anno esatto della prima edificazione del palazzo rimane incerto, ma la maggior parte delle fonti ha adottato gli anni 1300-1302, riportati dal funzionario genovese Lamberto di Sambuceto, che utilizzò il termine "palazzo del Re di Cipro" (in latino domini regis Cipri) per riferirsi all'edificio. Anche il re responsabile della sua costruzione è incerto. Lo storico Camille Enlart ha proposto Enrico II.
I veneziani rinnovarono notevolmente il palazzo, insieme alle mura della città e ad altri spazi pubblici. La facciata anteriore e la parte posteriore del palazzo furono completamente modificate. Architettonicamente, le caratteristiche gotiche furono sostituite con l'architettura rinascimentale italiana. Ciò avvenne nel XVI secolo e le date precise fornite da Selton e Hazard sono il 1552-1554.
La maggior parte delle fonti sostiene che le sezioni centrali furono distrutte durante l'assedio di Famagosta nel 1571, nonostante le descrizioni ottomane del palazzo nel 1571 non facessero menzione di alcuna distruzione. Le strutture del palazzo furono utilizzate come caserma militare, prigione e luogo per esercitazioni militari durante il dominio ottomano, portando l'edificio a perdere importanza nel tessuto urbano. Non vi è alcuna indicazione di alcun restauro durante questo periodo. Durante il dominio britannico, l'edificio fu utilizzato per qualche tempo come prigione e quartier generale della polizia. A metà del XX secolo, le strutture rimanenti furono evacuate, con parti convertite nel Museo Namık Kemal Dungeon e con il cortile utilizzato per l'esposizione di equipaggiamento militare. Nel cortile sono attualmente esposti alcuni moderni cannoni, palle di cannone e "pezzi di una grande colonna di granito".

## Architettura
Il palazzo è un raro esempio di architettura rinascimentale di Cipro. Le parti superstiti sono la facciata frontale, con i suoi tre archi e uno stemma sull'arco centrale, un "braccio" attaccato a questo a sud-est, una cappella e un muro a L in fondo al cortile. L'arco della parte anteriore era del materiale di Salamina: da lì provengono sia le colonne che le pietre.
Dietro la facciata ci sono una serie di archi che corrono paralleli ad essa e sono molto semplici in confronto. È stato proposto che questi siano i resti dell'originale palazzo dei Lusignano. Nel "braccio" annesso si trovano piccole stanze affacciate sul cortile che sono state adibite a prigioni o arsenali e negozi accessibili dalla strada al piano terra, una struttura di epoca ottomana utilizzata dal Dipartimento delle Antichità e alcune strutture costruite a metà del XX secolo. Le volte a crociera e le pareti più spesse di un metro in alcuni negozi indicano elementi che precedono il dominio veneziano in tali strutture.
Ci sono prove che la cappella sia stata modificata nel tempo. La cappella era stata adibita a museo fino al 1974 ed era stata restaurata tra il 1930 e il 1950. Le mura a forma di L risalgono all'epoca veneziana. Enlart ha proposto che parti di queste potessero aver circondato una grande sala.
Non si sa molto delle parti distrutte del palazzo. I lavori del Dipartimento delle Antichità hanno evidenziato la presenza di cisterne. Le incisioni e il racconto di un viaggiatore del XV secolo indicano che il palazzo era a due piani, anche se l'attuale ingresso presenta un solo piano. In un'incisione del 1571 era raffigurato un balcone nella parte anteriore del palazzo.